# Motociklizam
Motociklizam je pojam koji obuhvaća športska natjecanja vezana za motocikle. Neke discipline temelje se brzini i postignutom vremenu, a neke na tehnikama procjene i sposobnosti upravljanja motociklom. Postoje utrke na moto-stazama i izvan cestovne utrke poput motokrosa. Motociklistička natjecanja mogu biti opasna, čak i sa smrtnim posljedicama pa traže veliku opreznost vozača.

## Razvoj motociklizma
Prvi motocikl patentirao je Gottlieb Daimler 1885. godine. Nakon dugih priprema, u njemačkoj tvornici u Neckarsulmu počela je proizvodnja motocikala s cilindrom i prijenosom snage na stražnjem kotaču. Uskoro su i druge tvornice počele proizvoditi motocikle po istom principu. Tvornice u Engleskoj, usavršile su motocikl korištenjem prijenosa snage preko čeličnog lanca. Međunarodna udruga moto klubova osnovana je u Londonu 1912. godine. Godine 1949. na kongresu u Luksemburgu preimenovana je u Svjetsku motociklističku federaciju (Fédération Internationale de Motocyclisme - FIM), kojoj je danas sjedište u Ženevi.

## Vrste natjecanja
- Reli (eng. rally) je utrka na javnim cestama. Vozač ima cilj doći što prije do kontrolnih točki na različitim geografskim lokacijama, pridržavajući se pravila.
- Enduro je utrka po šumskim i manje pristupačnim putevima, mjeri se vrijeme dolaska do kontrolnih točki. Često traje više dana. Osim brzine, bitna je vještina snalaženja na teškim terenima, što uključuje česte popravke motocikla.
- Slobodan stil (eng. freestyle motocross): vozači motocikala izvode akrobacije u zraku između polijetanja i slijetanja. Pobjednik je natjecatelj s najviše bodova po ocjenama sudaca.
- Motocross
- Speedway

## Unutarnje poveznice
- Motociklizam u Hrvatskoj
- Popis međunarodnih utrka na teritoriju Hrvatske
- Popis speedway stadiona u Hrvatskoj
- Popis auto i moto staza u Hrvatskoj
- Automobilizam
- Svjetsko prvenstvo u motociklizmu
- Svjetsko prvenstvo u motociklizmu – niže klase
- Popis svjetskih prvaka u motociklizmu
- Superbike svjetsko prvenstvo
- Supersport svjetsko prvenstvo
- Supersport 300 svjetsko prvenstvo